# Грер
Грер (на английски: Greer) е град в югоизточната част на Съединените американски щати, част от окръзите Грийнвил и Спартанбърг на щата Южна Каролина. Населението му е около 27 000 души (2013).
Разположен е на 312 метра надморска височина на платото Пидмънт, на 15 километра североизточно от центъра на Грийнвил и на 130 километра югозападно от Шарлът. Селището е основано през 1876 година около построена малко преди това железопътна гара на линията Атланта – Шарлът. Населението му нараства трикратно след откриването през 1994 година на първия завод в Северна Америка на германската автомобилна компания БМВ.